# Keizerlijke Gemalin Hui Xian

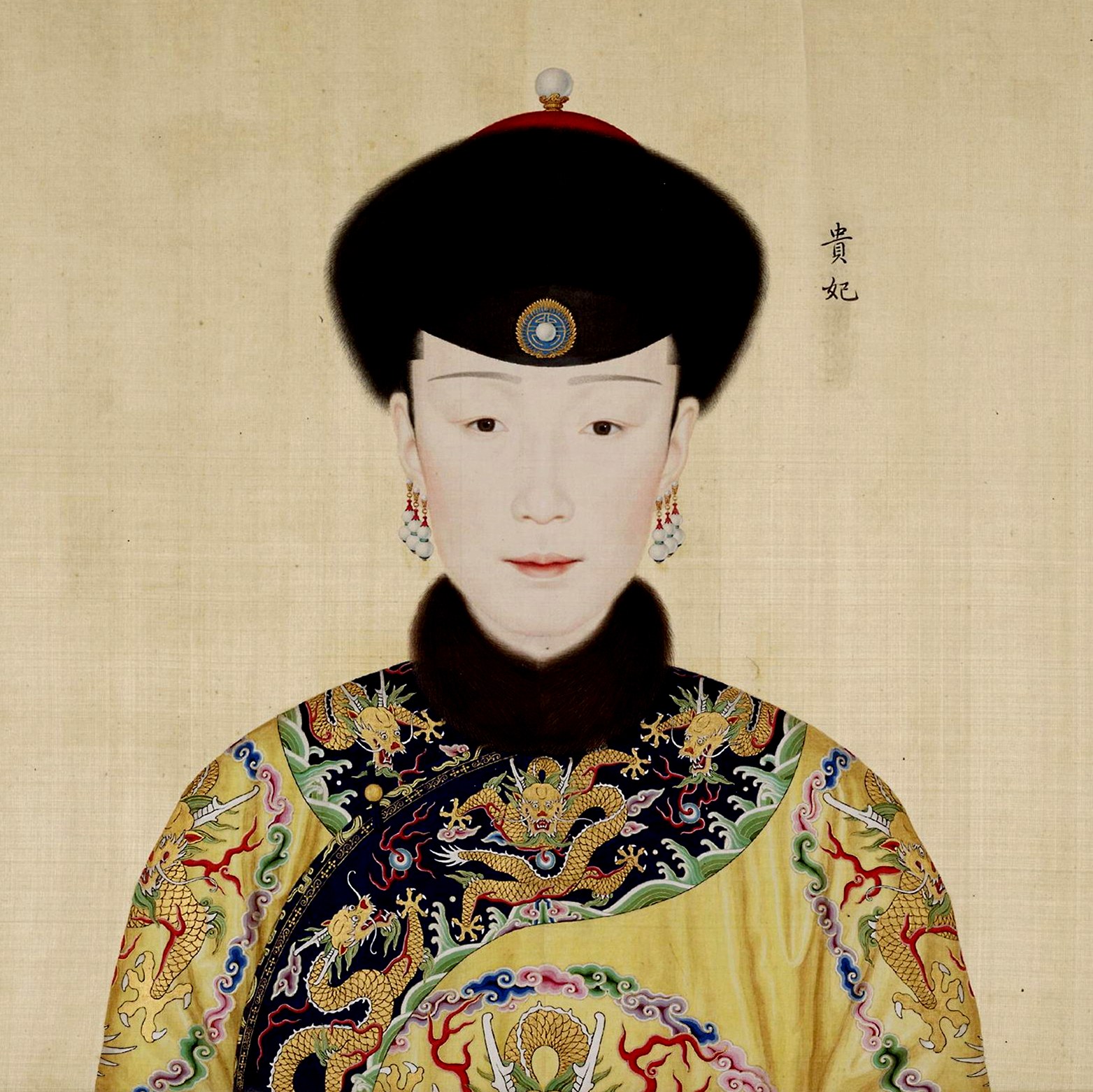
Keizerlijke gemalin Hui Xian

Keizerlijke gemalin Hui Xian (Chinees: 慧賢皇貴妃) (Peking, 1711 - Verboden Stad, 25 februari 1745) was een bijvrouw van de Chinese keizer Qianlong.
Hui Xian behoorde tot de Mantsjoe-clan Gao (later hernoemd tot Gaogiya). Haar vader was de geleerde Gaobin (? - 1755). Dame Gaogiya, zoals Hui Xian oorspronkelijk werd genoemd, betrad de Verboden Stad tijdens de regeringsperiode van keizer Yongzheng (1722 - 1735). Zij werd een bijvrouw van prins Hongli (1711 - 1799).
Toen in 1735 keizer Yongzheng overleed, besteeg Hongli de troon als keizer Qianlong. Als bijvrouw van de nieuwe keizer kreeg dame Gaogiya de titel "geëerde gemalin". In 1745 werd dame Gaogiya ernstig ziek en werd daarom ter verzachting gepromoveerd tot bijvrouw eerste rang "huang gui fei". Zij overleed echter al twee dagen later.
Na haar dood gaf Qianlong haar de vereerde titel "keizerlijke gemalin Hui Xian". Pas na de dood van Qianlongs eerste keizerin, Xiao Xian Chun, in 1748, werden de beide vrouwen begraven in het mausoleum Yuling.